# Paracanthocephaloides chabanaudi
Paracanthocephaloides chabanaudi is een soort haakworm uit het geslacht Paracanthocephaloides. De worm behoort tot de familie Arhythmacanthidae. Paracanthocephaloides chabanaudi werd in 1951 beschreven door Dollfus.